# Igreja Paroquial de São Martinho das Amoreiras
A Igreja Paroquial de São Martinho das Amoreiras, igualmente conhecida como Igreja de São Martinho, é um monumento religioso na aldeia de São Martinho das Amoreiras, no Município de Odemira, em Portugal.

## Descrição
Consiste num edifício de grandes dimensões, situado junto ao Largo Adelino Amaro da Costa, em São Martinho das Amoreiras. É considerado um exemplo de uma miscelânea de influências, uma vez que apesar da sua traça em geral ter-se baseado na tradição construtiva da região, o edifício conta com vários elementos que na época eram considerados inovadores, seguindo as tendências que foram introduzidas durante o reinado de D. Maria I. Desta forma, integra-se nos estilos barroco, rococó e neoclássico. Destacam-se a fachada monumental, os retábulos ricamente ornamentados da capela-mor e dos altares laterais, e as pinturas.
Possui uma planta de forma longitudinal, formada por um átrio, uma nave, a capela-mor, uma sacristia, e duas torres sineiras, que ladeiam o átrio. As coberturas são de forma diferenciada, com um telhado de duas águas sobre a nave. A fachada principal está virada para oriente, e possui três panos divididos por pilastras, correspondendo o central à nave, enquanto que as laterais são formadas pelas torres sineiras. O pano central termina numa empena de configuração polilobada com moldura, que tem no topo uma cruz latina sobre uma base com enrolamentos. A fachada possui embasamento e está elevada em relação ao nível da rua, sendo o acesso ao portal feito através de uma escadaria. Este portal é de verga recta com moldura em cantaria, tendo em cima um janelão também de verga recta, com um frontão. Cada uma das torres sineiras possui dois pisos, sendo rasgadas por uma pequena janela na fachada principal, enquanto que no piso superior abrem-se olhais com arco de volta perfeita. Ambas as torres sineiras terminam em coruchéus com cúpulas de forma bulbosa, com urnas nos cantos. Na fachada Norte releva-se o volume da torre sineira, seguindo-se depois a parede da nave, que é rasgada por uma janela, e da capela-mor, com dois grandes óculos de forma oval, sendo terminada pelo volume do camarim. A face ocidental tem um só pano, onde se abrem uma janela e uma fresta, e que termina numa empena de forma triangular. O lado Sul inicia-se pelo camarim, seguindo-se o volume da sacristia, que é rasgado por uma janela, e depois a nave, onde se encontra portal lateral e uma janela.
A igreja possui uma só nave, com cobertura de betão em três planos. O primeiro compartimento é uma sala de entrada, situada por debaixo do coro alto, sendo o acesso à nave em si feito através de portas em madeira, numa abertura em forma de arco em asa de cesto. Em ambos os lados encontram-se pias de água benta em cantaria, situando-se no esquerdo o baptistério, enquanto que no direito abre-se a porta para a torre sineira. No lado da Epístola encontra-se uma janela, e depois duas capelas laterais em nichos com arcos de volta perfeita, que estão decoradas com talha dourada e polícroma. No lado oposto rasga-se a porta lateral, com uma pia de água benta e uma cruz, que fazia parte originalmente de um Passo da Paixão. Seguem-se igualmente dois altares laterais. A capela-mor tem cobertura em abóbada de berço, estando dividida da nave por um arco triunfal de volta perfeita, com moldura sobre pilastras. O retábulo está ornamentado com talha dourada e polícroma, e possui trono e camarim, destacando-se no centro uma pintura a óleo com o Milagre de São Martinho. Em cada lado da capela-mor abre-se uma porta, sendo a do lado esquerdo para a sacristia enquanto que a oposta é falsa, possuindo ambas a moldura decorada com talha dourada e encimada por um frontão triangular. A sacristia também possui uma abóbada de berço, destacando-se o seu arcaz entalhado, uma pintura retratando o Calvário, um lavabo em cantaria, e um nicho central onde se encontra um crucifixo.

## História
Foi construída na segunda metade do século XVIII, pela Ordem Militar de Sant'Iago da Espada. Nos finais do século XIX já se encontrava em estado de ruína. Na década de 1930 foi instalada uma cobertura provisória, e nos anos 40 voltou a ser alvo de obras, durante as quais foi substituída a escadaria. Na década de 1980 foram feitos trabalhos de restauro no edifício.

## Leitura recomendada
- QUARESMA, António Martins (1989). Odemira - Subsídios para uma Monografia. Volume I. Odemira: Câmara Municipal de Odemira